# Macarena García Romero
Macarena García Romero (Huixquilucan, México, 26 de outubro de 2000) é uma atriz mexicana, que ganhou maior reconhecimento por sua atuação como Machu Salas na telenovela "Like", além de ter dado vida as personagens Natalia Alexander na série "Control Z" da Netflix, e Alex Rivera na telenovela "100 días para enamorarnos".

## Biografia
Macarena García nasceu em 26 de outubro de 2000 na Cidade do México, capital do México. Vinda de uma linhagem de atrizes mexicanas consagradas, ela é filha da atriz Amairani, com quem inclusive já compartilhou cenas em alguns trabalhos, e neta da também atriz Anabelle Gutiérrez, considerada uma lenda da interpretação e uma das pioneiras da época de ouro do cinema mexicano.
Macarena possui dois irmãos chamados Fernanda García e Juan Luis Arias. Já seu pai, a quem Maca se refere como seu anjo, faleceu quando ela tinha somente 9 anos de idade. Desde muito pequena, ela já possuía muita paixão pelas artes. Além de seguir a carreira de atriz, ela também é bailarina de balé clássico e ama escrever, tendo até mesmo criado um blog pessoal em 2019 chamado Maca sin filtros, onde fala um pouco sobre sua vida e aborda temas como moda, saúde e beleza. Macarena estudou toda a sua vida em uma escola super religiosa de freiras, e conta que sofreu bullying principalmente no ensino fundamental e médio, algo que a afetou bastante.

### Vida pessoal
Em meados de julho de 2019, Macarena assumiu namoro com o também ator Yankel Stevan, que faz o Raúl na série Control Z, onde ambos contracenaram juntos.

## Carreira

### 2012–2017: Primeiros trabalhos
Macarena iniciou sua carreira de atriz em 2012, atuando na novela estrelada por Silvia Navarro e Cristián de La Fuente, Amor Bravío, onde interpretou Ana Albarrán Mendoza. Mais tarde, em 2017, participou de alguns episódios da série Como Dice el Dicho, e também interpretou Tania Pérez na telenovela Muy Padres, ao lado de Betty Monroe, Dulce María e Héctor Suárez Gomis.
Em um trecho de uma postagem que fez em seu blog pessoal, Maca contou um pouco de como foi sua experiência ao ingressar na carreira de atriz. Posteriormente lhe foram apresentadas oportunidades da qual não poderia perder, mas que recebeu muita rejeição de pessoas próximas que ela achava que a apoiariam, porém não foi o que aconteceu. A mexicana confessou que foi o período que mais se sentiu sozinha.

### 2018–2019:Like, La Leyenda
Seu primeiro papel de protagonista, no entanto, veio em 2018 na telenovela juvenil Like, La Leyenda (ou simplesmente Like), onde Macarena interpretou Machu Salas, uma adolescente complicada, de humor ácido e que não tolera mentiras. A telenovela é inspirada no fenômeno mexicano Rebelde (2004– 2006), e em Clase 406 (2002–2003). Embora possa ter temáticas semelhantes, a história é totalmente original, e apesar de ser rodada no mesmo lugar da parte externa do "Elite Way School" de Rebelde, o colégio dessa vez ganhou o nome de "Life Institute of Knowledge and Evolution", estilizado como "L.I.K.E".
Na trama, Macarena é um dos membros do grupo musical da novela, chamado LIKE, sendo intérprete em várias músicas e vídeos do grupo, juntamente com Roberta Damián, Ale Muller, Santiago Achaga, Carlos Said, Anna Iriyama, Mauricio Abad e Víctor Varona González. Ela também se apresentou ao vivo com o grupo em alguns eventos especiais.

### 2020–presente: Sucesso na Teledramaturgia
Em julho de 2019, deu vida a personagem Sandra García na série de fantasia Los Elegidos, produzida pela Televisa, ao qual Macarena também foi responsável pela música de abertura da trama, intitulada "Familia de Verdad". Dois meses depois, em colaboração com o ator e cantor mexicano Rodrigo Massa, foi interprete do single "Al Fin Te Encontré". Liricamente falando sobre duas almas que se encontram e se completam, a canção faz parte do álbum do cantor, intitulado "La Fiesta".
Já em abril de 2020, estreou como parte do elenco principal da telenovela 100 días para enamorarnos, da rede Telemundo. Na trama, Macarena interpreta Ale Rivera (posteriormente adotando o nome de Alex Rivera), uma adolescente introvertida que adora futebol americano e que está enfrentando um processo interno e pessoal de aprender a se aceitar como é, uma garota transexual. Também em 2020, deu vida a Natalia Alexander, uma estudante de alto desempenho que guarda um enorme segredo, na série Control Z, da Netflix.
Em 2022, protagonizou a telenovela Mi Secreto, onde deu vida a doce Valeria. Em novembro de 2023, co-protagonizou o filme de terror psicológico Señora Influencer, na pele de Sofi Fojo. Já em agosto de 2024, deu vida a Lucía na série de drama da Netflix, Depois do Acidente.

## Filmografia

### Televisão
| Ano       | Título                                | Papel                               | Notas                                               |
| --------- | ------------------------------------- | ----------------------------------- | --------------------------------------------------- |
| 2012      | Amor Bravío                           | Ana Albarrán Mendoza                | Papel recorrente, 14 capítulos                      |
| 2017      | Como Dice el Dicho                    | Elsa                                | Episodio: "La verdad no peca, pero incomoda"        |
| 2017      | Como Dice el Dicho                    | Gabriela                            | Episodio: "Bien reza quien en servir a Dios piensa" |
| 2017–2018 | Muy Padres                            | Tania Pérez Rivapalacio             | 69 capítulos                                        |
| 2018–2019 | Like, La Leyenda                      | María Asunción Salas "Machu"        | Elenco principal                                    |
| 2018      | Sin miedo a la verdad                 | Mony                                | Episódio: "Tratantes de personas"                   |
| 2019      | Los Elegidos                          | Sandra García-García                | Elenco principal                                    |
| 2019      | Decisiones: unos ganan, otros pierden | Verónica Sánchez                    | Episódio: "La Venganza"                             |
| 2020–2021 | 100 días para enamorarnos             | Alejandra / Alejandro Rivera "Alex" | Elenco principal                                    |
| 2020–2022 | Control Z                             | Natalia Alexander                   | Elenco principal                                    |
| 2022–2023 | Mi secreto                            | Valeria Bernal                      | Protagonista                                        |
| 2022      | Detetive Belascoarán                  | Virginia                            | Episódio: "Cosa fácil"                              |
| 2022      | Mujeres Asesinas                      | Silvia Acevedo                      | Episódio: "Las golondrinas"                         |
| 2022      | La rebelión                           | Mónica Bedolla (jovem)              | 6 episódios                                         |
| 2024      | Depois do Acidente                    | Lucía Lobo                          | Elenco principal                                    |
| 2025      | Chespirito: Sem Querer Querendo       | Graciela Fernández (jovem)          | 1 episódio                                          |

### Cinema
| Ano  | Título            | Papel      | Notas           |
| ---- | ----------------- | ---------- | --------------- |
| 2023 | Señora Influencer | Sofía Fojo | Co-protagonista |

## Prêmios e Indicações
| Ano  | Premiação                 | Categoria                      | Trabalho indicado | Resultado |
| ---- | ------------------------- | ------------------------------ | ----------------- | --------- |
| 2019 | Prêmio TVyNovelas         | Melhor Atriz Juvenil           | Like, La Leyenda  | Indicado  |
| 2020 | Kids Choice Awards México | Atriz Favorita                 | Ela mesma         | Indicado  |
| 2020 | Prêmio TVyNovelas         | Melhor Atriz em Série de Drama | Los Elegidos      | Indicado  |
| 2021 | Kids Choice Awards México | Atriz Favorita                 | Ela mesma         | Venceu    |
| 2021 | Socialiteen Awards        | Atriz Juvenil de 2021          | Ela mesma         | Indicado  |
| 2022 | Kids Choice Awards México | Atriz Favorita                 | Ela mesma         | Venceu    |
| 2024 | Diosas de Plata           | Revelação Feminina             | Señora Influencer | Venceu    |